# 塞纳河畔库尔塞勒
塞纳河畔库尔塞勒（法語：Courcelles-sur-Seine，法語發音：[kuʁsɛl syʁ sɛn]）是法国厄尔省的一个市镇，位于该省东部偏北，塞纳河右岸，属于莱桑德利区。

## 地理
塞纳河畔库尔塞勒（49°10'58"N, 1°21'31"E）面积5.47 平方千米，位于法国诺曼底大区厄尔省，该省份为法国北部内陆省份，北起滨海塞纳省，西接奧恩省和卡爾瓦多斯省，南至厄尔-卢瓦省，东临瓦兹省、瓦兹河谷省和伊夫林省。
与塞纳河畔库尔塞勒接壤的市镇（或旧市镇、城区）包括：勒瓦勒达泽、布阿夫勒、加永、莫尔港、维莱叙勒鲁勒。

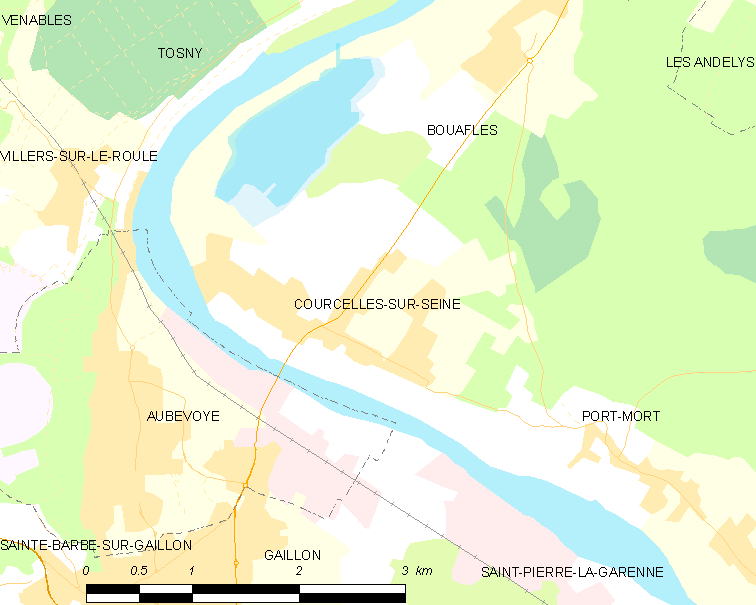
塞纳河畔库尔塞勒的OSM定位图

塞纳河畔库尔塞勒的时区为UTC+01:00、UTC+02:00（夏令时）。

## 行政
塞纳河畔库尔塞勒的邮政编码为27940，INSEE市镇编码为27180。

## 政治
塞纳河畔库尔塞勒所属的省级选区为加永县。

## 人口

1962-2008年间塞纳河畔库尔塞勒人口变化图示

塞纳河畔库尔塞勒于2022年1月1日时的人口数量为2157人。